# Castiarina variegata
Castiarina variegata es una especie de escarabajo del género Castiarina, familia Buprestidae. Fue descrita científicamente por Blackburn en 1892.